# Chimbote
Chimbote este un oraș din Peru, localizat în provincia Santa din  regiunea Ancash.
Orașul este situat pe coasta din Golful Chimbote, la 130 km sud de Trujillo și la 420 de kilometri nord de Lima, pe autostrada Pan American. Acesta este începutul unui lanț de orașe importante de pe coasta nordică peruviană, cum ar fi Trujillo, Chiclayo și Piura. Avantajele acestei locații geografice au făcut din Chimbote o nod de transbordare pentru valea Santa River.

## Istorie
În 1835, când generalul Santa Cruz a acordat prima recunoaștere oficială a lui Chimbote, Chimbote era un sat de pescari cu o populație de cel mult 800.
În 1871, a fost încheiat un acord cu Henry Meiggs pentru a construi o cale ferată spre interiorul țării. Chimbote a fost clasificat ca un port, deși populația sa a rămas în jur de 1.000. Deschiderea autostrăzii pan-americane a creat un acces ușor la Lima în anii 1930. În 1881, a existat o încercare de a ceda o bază navală în S.U.A., în Chimbote Bay, de către Peru. Afacerea a fost blocată de Chile, care a trimis marinarii să ocupe Chimbote după ce a aflat de afacere că a cedat o bază navală în Marina SUA.
În 1940, Chimbote era încă un mic port de pescuit, cu doar 2.400 de locuitori într-o zonă urbanizată de 80 de hectare (0,80 km2; 0,31 mp). În 1943, guvernul a creat Corporación Peruana del Santa (Corporation Peruviană de Santa). Această entitate și-a asumat dreptul de proprietate asupra căii ferate, a făcut îmbunătățiri în port și a început lucrările la o centrală hidroelectrică pe Río Santa (în Canonul del Pato în Huallanca). Prima etapă a centralei a fost inaugurată în 1958; de asemenea, în acel an, a fost construită o fabrică de fier și oțel. Până în 1943, au sosit primele companii dedicate extracției ficatului din peștele bonito Pacific. Acest ficat a fost vândut la un preț ridicat în străinătate din cauza celui de-al doilea război mondial.

## Geografie
Clima
Clima din Chimbote este confortabilă, în ciuda faptului că se află în tropice și într-un deșert. Deși este clasificată drept subtropicală, apropierea de Lima de curentul rece Humboldt duce la temperaturi mult mai scăzute decât cele așteptate pentru un deșert subtropic și poate fi clasificat ca o climă ușoară a deșertului. În medie, cea mai caldă lună este februarie, cu temperaturi puțin peste 26 ° C (79 ° F). Septembrie este considerat luna cea mai tare medie, la aproximativ 13 ° C (55 ° F). Temperatura medie anuală variază între 13 și 28 ° C (55 până la 82 ° F).